# Distrito de Barcelonnette
El distrito de Barcelonnette es un distrito (en francés arrondissement) de Francia, que se localiza en el departamento de Alpes de Alta Provenza (en francés Alpes-de-Haute-Provence), de la région Provenza-Alpes-Costa Azul. Cuenta con 2 cantones y 16 comunas.

## División territorial

### Cantones
Los cantones del distrito de Barcelonnette son:
1. Cantón de Barcelonnette
2. Cantón de Le Lauzet-Ubaye

### Comunas
| 1. Barcelonnette (04019)           | 2. La Bréole (04033)                | 3. La Condamine-Châtelard (04062) | 4. Enchastrayes (04073)          |
| 5. Faucon-de-Barcelonnette (04086) | 6. Jausiers (04096)                 | 7. Larche (04100)                 | 8. Le Lauzet-Ubaye (04102)       |
| 9. Meyronnes (04120)               | 10. Méolans-Revel (04161)           | 11. Pontis (04154)                | 12. Saint-Paul-sur-Ubaye (04193) |
| 13. Saint-Pons (04195)             | 14. Saint-Vincent-les-Forts (04198) | 15. Les Thuiles (04220)           | 16. Uvernet-Fours (04226)        |